# 欧斑鸠

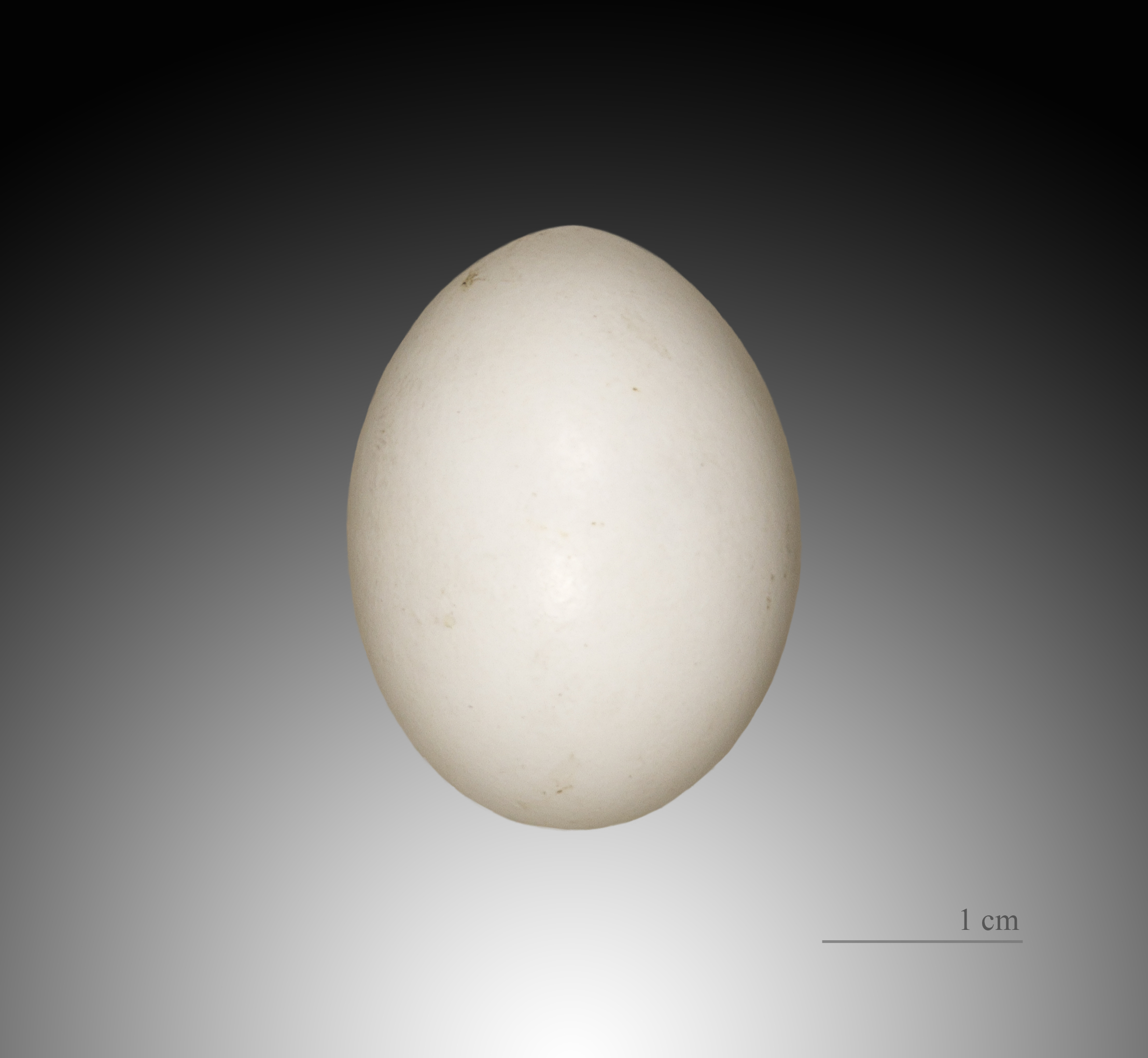
Streptopelia turtur turtur

欧斑鸠（学名：Streptopelia turtur）为鸠鸽科斑鸠属的鸟类。分布于欧洲、非洲、亚洲、印度，包括中国大陆的新疆、青海、甘肃等地，常见于农区绿洲附近。该物种的模式产地在英国。

## 亚种
欧斑鸠包括以下亚种
- 欧斑鸠新疆亚种（学名：Streptopelia turtur arenicola）。分布于印度、自非洲东经伊拉克、伊朗、阿富汗以及中国大陆的新疆等地。该物种的模式产地在波斯湾。[4]
- 
- 
- 欧斑鸠指名亚种（学名：Streptopelia turtur turtur）